# Acesso direto ao mercado
Acesso Direto ao Mercado (DMA) é o termo usado no mercado financeiro (especialmente no mercado de capitais) para descrever o modelo de composição da infraestrutura das plataformas de negociação eletrônica, permitindo aos clientes interagir com o livro de ofertas da bolsa de valores e negociar qualquer ativo financeiro do mercado.
Normalmente, a negociação de ativos financeiros no book de ofertas da bolsa de valores é restrita às corretoras e empresas formadoras de mercado, ambos Participantes de Negociação da bolsa. Ao usar uma plataforma de negociação que atua no modelo de DMA, os investidores finais podem negociar diretamente no mercado - as ofertas ainda passariam em parte da infraestrutura dos intermediários, mas não precisaria de uma intervenção ativa de um corretor de valores imobiliários para operar na bolsa de valores. Hoje, o DMA é frequentemente combinado com algoritmos de negociação (AlgoTrading), dando acesso a diversas estratégias de negociação.

## História
Se quando alguém fala de Bolsa de Valores você lembra daquele das pessoas gritando para conseguir fechar um negócio (o chamado pregão viva-voz), entretanto hoje 100% dos negócios fechados na bolsa de valores brasileira é feito por meio de plataformas eletrônicas.
Em estudo feito pela Febraban em 2006, a partir de 1999 as negociações eletrônicas já fechavam mais negócios do que os pregões físicos. E foi justamente no ano de 1999 que a Bolsa lançou o projeto do Home Broker (nome em alusão as ferramentas de Home Banking , que faziam sucesso na época) — até então as negociações eletrônicas eram feitas quase que exclusivamente por sistemas proprietários de grandes empresas e corretoras (por meio de suas mesas de operações), e o objetivo agora era permitir que qualquer investidor pessoa física (que estavam aumentando sua participação no mercado) pudesse negociar com mais facilidade na bolsa. Além dos tradicionais Home Broker, começaram a surgir novas plataformas de negociação com funcionalidades e arquitetura diferentes. Com características diferentes, elas foram classificadas como ferramentas de acesso direto ao mercado (DMA = Direct Market Access) e ganharam uma classificação específica de acordo com algumas características.
À medida que os mercados financeiros passaram da tradicional negociação aberta de pregão (viva-voz) nos pregões de câmbio para uma versão eletrônica descentralizada nos intermediários, a negociação baseada em plataformas de negociação eletrônica melhoraram, a oportunidade para investidores e outros comerciantes do buy-side negociarem por conta própria, em vez de entregar ordens aos corretores para execução, começou a emergir. A implementação do protocolo FIX deu aos participantes do mercado a capacidade de rotear pedidos eletronicamente para as mesas de execução. A maioria dos principais corretores do lado da venda agora fornece serviços de DMA a seus clientes, juntamente com seus pedidos tradicionais 'trabalhados' e soluções de negociação algorítmica, dando acesso a muitas estratégias de negociação diferentes.

## Modelo DMA
Segunda definição da B3, DMA é o modelo de negociação em bolsa segundo o qual o corretor, por meio de solução tecnológica específica, oferece a um ou mais de seus clientes a possibilidade de:
- Visualizar, em tempo real, o livro de ofertas do sistema eletrônico de negociação; e
- Enviar ordens de compra e de venda, de forma eletrônica, que, enquadrando-se aos limites e aos demais parâmetros estabelecidos pelo corretor e/ou pela Bolsa, são automaticamente transformadas em ofertas no livro do sistema eletrônico de negociação.

De uma forma geral e simplificada, os modelos de DMA funcionam  contendo cinco elementos fundamentais: (i) o ambiente de negociação da bolsa de valores; (ii) link dedicado entre o ambiente da bolsa e a infraestrutura da corretora e/ou do fornecedor; (iii) o processamento da ordem (OMS); (iv) a Internet (óbvio, mas fundamentalmente importante); e (v) o “terminal” do cliente.
(i) o ambiente de negociação da bolsa de valores (B3): antigamente os operadores quando queria ofertar algum ativo, repassava para um funcionário da B3 que apregoava o resultado num painel (ou para uns mais antigos, numa lousa de pedra gigante, a conhecida “idade da pedra”). Hoje, o painel passou a ser o book de ofertas, e a bolsa possui o sistema PUMA Trading System (baseado no sistema da CME — Bolsa de Chicago) que realiza internamente o apregoamento das ofertas. Então todas as ofertas advindas de ferramentas DMA e da mesa de operações da corretora irá ter que passar necessariamente pelo PUMA.
O PUMA, além de ser o “apregoador”, possui também algumas outras funções essenciais como o serviço de MarketData e o controle de risco EntryPoint LiNe. O MarketData é o responsável por entregar os dados de cotação de ativos (“tick by tick”) para a corretora e/ou fornecedor, que fica responsável de processar essa informação e apresentá-la ao seu cliente final. O EntryPoint LiNe (também conhecido como Line 5.0) é a ferramenta de controle de risco da B3, e faz o controle do limite pré-operacional de todos os investidores (especialmente os clientes HFT). Ferramentas de risco como essa, junto com outros controles de inibição e supervisão de mercado, a bolsa tenta se resguardar de eventos atípicos de envio de ofertas no mercado, como o Flash Crash que ocorreu nos EUA.
(ii) link dedicado com a B3: as corretoras e fornecedores que precisam acessar o mercado da B3 precisa necessariamente contratar um link exclusivo e dedicado de conexão (conhecido como RCB — antigamente também se fazia uso de conexões RCCF) que faz a troca de mensagens entre o investidor e o book de ofertas.
(iii) processamento da ordem: antes da ordem ser encaminhada para a B3, ela precisa ser processado pelo intermediário. O componente que processa as ordens são os chamados OMS (Order Management System, ou Sistema de gerenciamento de ordens). Os OMS tem três funções básicas: (a) rotear a ordem pelo melhor caminho até a bolsa (escolher a sessão de negociação correta); (b) realizar o controle de risco (ex: através de uma FCRPN), para evitar que o cliente opere mais alavancada que o necessário de acordo com seu patrimônio, garantia e perfil de investidor; (c) gerenciar ordens STOP e estratégias definidas pelo investidor.
Pelas definição da B3, todas as ordens precisam passar necessariamente por um OMS (da corretora e/ou do fornecedor). Em alguns casos, a ordem pode passar por vários OMS até chegar na bolsa, de acordo com a arquitetura de cada uma das corretoras, por exemplo, quando um investidor estrangeiro opera em outro país, pode ser que haja um OMS local, que roteia para um OMS no Brasil antes de encaminhar para a bolsa.
A posição do OMS define o modelo de DMA que está sendo utilizado vai definir o modelo de DMA que está sendo utilizado, e nesse sentido a B3 classifica os modelos em 4 tipos:
- DMA 1 — também conhecido como modelo tradicional. Nesse modelo o OMS fica nas dependências da corretora, e ela é responsável pela gestão e manutenção da infraestrutura do OMS. Normalmente os sistemas de Home Broker e boa parte das plataformas de negociação disponibilizadas para clientes do Varejo (mas não necessariamente) utilizam este tipo de modelo de atuação (visto que o custo desse modelo tende a ser menor, e pela quantidade de operações e validações que precisam ser feitas (em relação ao Risco), as corretoras optam por gerir essas operações dentro de casa;
- DMA 2 — nesse modelo o OMS fica nas dependências dos fornecedores (ex: Bloomberg, ATG, Trading Technologies, etc). As corretoras ainda precisam fazer os controles de riscos e outros formas de gestão, mas o processamento das ordens em si é de responsabilidade dos fornecedores. Normalmente são modelos que tendem a serem mais caros, costumam atender aos clientes institucionais das corretoras, mas existem também DMA II para os clientes de varejo, e normalmente a impressão é de que costuma ser mais rápido que os de DMA I. Na teoria, não há diferenças estruturais entre DMA I e DMA II em termos de desempenho e latência. Entretanto, como os fornecedores de DMA II possuem infraestrutura exclusiva de negociação, e normalmente a corretora precisa manter também outros sistemas (como backoffice, risco, PLD, etc), os fornecedores costumam ter infraestrutura mais robustas, e normalmente melhor desempenho, mas isso não é regra.
- DMA 3 — caso em que o cliente utiliza infraestrutura de OMS próprio, sem precisar de um intermediário. É o tipo menos comum, já que essa modalidade só é liberada para clientes muito específico (ex: bancos internacionais como Societe Generale, Deustche Bank, etc), não são disponibilizados para clientes pessoa física.
- DMA 4 — também conhecido como Co-location ou Proximity, essa categoria é aplicada quando o OMS (da corretora ou do fornecedor) fica alocado dentro da datacenter da própria B3. Isso diminui significativa a questão da latência e é o melhor modelo para os investidores que desejam operar HFT. Normalmente, esse é o modelo que provê melhor desempenho de negociação para o investidor (e também o mais caro). Em outros países, o modelo de co-location possui algumas outras vantagens (como receber a cotação de um ativo milésimos de segundos antes do restante do mercado), mas na B3 a grande vantagem, por enquanto, é a latência reduzida.

Lembrando que essa é uma definição da bolsa em 2008, de lá para cá, o mercado mudou muito, e em alguns arranjos a modalidade do DMA se torna irrelevante para o cliente final (apenas útil para fins de regulação) e hoje há muitos modelos híbridos.
(iv) Internet: a rede mundial de computadores é o grande habilitador para que os investidores possam operar de qualquer lugar do mundo.
(v) terminal do cliente: principalmente conhecido como a plataforma de negociação ou simplesmente como tela de negociação, é a interface do qual o cliente possui acesso e pode realizar suas operações, tal como consegue consultar a cotação dos ativos, posição de custódia, posição financeira, entre outras funções de acordo com a plataforma utilizada. Esta interface pode ser via website (ex: Home Brokers), software instalado na máquina ou via aplicativo em smartphones. Algumas das plataformas mais utilizadas são o MetaTrader, ProfitChart, Tryd, Robotrader, Smarttbot, ProTrader, FlashTrader, etc. É a partir dessa tela que você encaminha suas ordens para o OMS, que vai interpretá-las e encaminhá-las para a bolsa.

## Acesso de DMA para clientes HFT
Nos Estados Unidos, o HFT (High Frequency Trading) – nome que define a execução de vários trades super velozes por dia -, corresponde a aproximadamente 65% de todo o volume negociado em bolsa, tomando ainda mais importância desde sua introdução, sendo apontada como causa do Flash Crash de 2010. A automatização de ordens, porém, não é novidade por lá e já foi considerada culpada pelo maior queda diária do Dow Jones, o Black Monday de 19 de outubro de 1987. No Brasil, o HFT ainda está engatinhando, mas vem cada vez mais ganhando força ganhando força e relevância.
Operando através de um computador, a ideia desse tipo de negociação é buscar várias operações de curtíssimo prazo em um mesmo pregão, com retornos baixíssimos – cerca de dois ou três centavos por trade. Para tal, utiliza-se um algo trading que será replicado sobre os ativos. Este padrão de negócio pode ser baseado nas mais diversas estratégias, como análise fundamentalista, técnica ou até mesmo quantitativa, embora as últimas duas sejam as favoritas da maioria dos operadores que usam tal tipo de sistema.
Transformando em fórmulas e algoritmos matemáticos, essas estratégias passam por um sistema roteador de ordens, que define qual ativo se encaixa melhor no modelo proposto e deverá se movimentar como previsto. Esses programas atualmente podem identificar candles, aplicar indicadores, detectar resistências e suportes ou fórmulas estatísticas – como desvio padrão, regressão linear, variância, covariância e regra de probabilidade -, traçando o que melhor se encaixa no padrão de negociação do investidor.

## Acesso de DMA ao mercado de câmbio (FX DMA)
O acesso direto ao mercado de câmbio (FX DMA) refere-se a instalações eletrônicas que correspondem a ordens de câmbio de investidores individuais e empresas compradoras com preços de formador de mercado bancário. As infraestruturas de FX DMA, fornecidas por agências de agências independentes, consistem em interfaces de negociação front-end, API ou FIX, que disseminam dados de preço e quantidade disponível de vários contribuidores bancários e permitem que os comerciantes do lado da compra, instituições no mercado interbancário e pessoas físicas forex de varejo em um ambiente de baixa latência.
Outros critérios de definição de FX DMA:
- As negociações são correspondidas unicamente em um protocolo de preço / hora.
- As plataformas exibem a faixa completa (0-9) de um décimo pip ou porcentagem em ponto consistente com os protocolos profissionais de cotação de mercado de FX, e não os preços de half-pip (0 ou 5).
- As plataformas anônimas garantem preços neutros, refletindo as condições globais do mercado de câmbio, não o conhecimento ou a familiaridade de um revendedor com os métodos, estratégias, táticas ou posições atuais de um cliente.
- Controle aprimorado da execução da negociação, fornecendo dados ao vivo e executáveis de preço e quantidade, permitindo que um profissional veja exatamente a que preço ele pode negociar pelo valor total de uma transação.
- Os pedidos são facilitados pelos corretores da agência. O corretor não é um formador de mercado ou destino de liquidez na plataforma DMA que fornece aos clientes.
- As estruturas de mercado mostram spreads variáveis relacionados às condições do mercado interbancário, incluindo volatilidade, notícias pendentes ou divulgadas recentemente, bem como fluxos de negociação com formadores de mercado. Por definição, as estruturas de mercado de FX DMA não podem mostrar spreads fixos, que são indicativos de plataformas de revendedores.
- As taxas são uma marcação fixa no preço de negociação do cliente e / ou uma comissão.

## Benefícios em relação a outros modelos de envio de ordens
Existem várias motivações para o motivo pelo qual um investidor pode optar por usar o DMA, em vez de formas alternativas de colocação de pedidos (como pregão viva-voz ou repasse de ordem a mesa de operações):
- O DMA geralmente oferece custos de transação mais baixos porque apenas a tecnologia está sendo paga e não as responsabilidades usuais de gerenciamento e supervisão de pedidos que acompanham um pedido passado a um corretor para execução.
- Os pedidos são tratados diretamente pelo remetente, dando a eles mais controle sobre a execução final e a capacidade de explorar oportunidades de liquidez e preço mais rapidamente.
- O vazamento de informações é minimizado porque a negociação é feita anonimamente, usando a identidade do provedor de DMA como cobertura. Os sistemas DMA também são geralmente protegidos de outras mesas de negociação dentro da organização do fornecedor.
- Maior autonomia operacional, pois passam a deter maior controle sobre o fluxo de envio, alteração, cancelamento e confirmação de suas ordens/ofertas;
- Possibilidade de desenvolvimento de estratégias de negociação baseadas em programas de computador, também chamadas de automated trading systems (ATS) ou algorithmic trading, que elevam a capacidade de os investidores analisarem, simultaneamente, as condições de preço de diversos contratos e de diversos mercados, com impactos positivos sobre a liquidez dos mercados e sobre o processo de formação de preço dos diversos ativos; e
- Redução da freqüência de erros operacionais (erros de execução) e de outros riscos relacionados à emissão das ordens diretamente para a corretora, uma vez que tais ordens passam a ser inseridas no sistema diretamente pelos clientes.

O modelo de DMA também apresenta importantes vantagens e oportunidades para as corretoras e intermediários, dentre as quais:
- A ampliação do poder de distribuição, da capilaridade e dos canais de atendimento aos clientes, com destaque para o aumento do grau de internacionalização da Bolsa e o grande potencial de crescimento de volume advindo de acordos de roteamento de ordens estabelecidos com bolsas internacionais;
- A possibilidade de automação completa do processo de execução de ordens, permitindo maiores ganhos de escala, reduções de custos e melhor atendimento aos clientes; e
- A possibilidade de oferta de novos serviços e produtos aos clientes, como telas de negociação, redes próprias para acesso aos mercados, estratégias de negociação baseadas em programas de computador, dentre outros, em consonância com as tendências mundiais do mercado de intermediação.